# Сикандар-шах I
Абул Муджахид Сикандар-шах, более известен как Сикандар-шах (бенг. আবুল মুজাহিদ সিকান্দর শাহ) (ок. 1335—1390) — второй султан Бенгалии из династии Ильяс-шахов (1358—1390). Сын и преемник Шамс-уд-Дина Ильяс-шаха, первого султана Бенгалии. Сикандар-шах продолжал проецировать имперские амбиции своего отца. Он одержал победу над делийским султаном в 1359 году. Его правление также отмечено своими грандиозными архитектурными проектами.

## Правление
В 1358 году после смерти своего отца Шамс-уд-Дина Ильяс-шаха Сикандар-шах унаследовал бенгальский султанский престол. Он продолжал укреплять и расширять территорию Бенгальского султаната, который стал одной из ведущих держав на Индийском субконтиненте. Самым значительным событием его правления стало второе вторжение в Бенгалию делийского султана Фируз-шаха Туглака в 1359 году. Последний объявил персидского дворянина Зафар-хана Фарса, зятя Фахр-уд-Дина Мубарак-шаха, законным правителем Бенгалии. Фируз-шах Туглак повел в Бенгалию армию, состоящую из 80 000 всадников, многочисленной пехоты и 470 слонов. Сикандар-шах укрылся в крепости Экдала, так же как и его отец ранее. Делийская армия осадил крепость. Бенгальские войска усиленно обороняли свою твердыню вплоть до начала сезона муссонов. В конце концов Сикандар-шах и Фируз-шах Туглак заключили мирный договор, в котором делийский султан признал независимость Бенгалии и вывел свои войска.
Правление Сикандар-шаха длилось три десятилетия. Он характеризовался стабильностью и процветанием. Он построил много величественных зданий и мечетей, в том числе мечеть Адина, которая была самой большой мечетью на субконтиненте Интерьер мечети, любимый проект султана, проецировал ауру императорского величия. В непосредственной близости к северу центральное святилище представляет собой приподнятую платформу, «царский трон», которая позволяла султану и его окружению молиться на высоте, возвышающейся над простым народом. Мечеть была построена на доисламском сооружении, что видно по искаженным индуистским и буддийским скульптурам на ее внешних стенах. Это самое большое и самое важное исламское здание в Бенгалии. Другими сооружениями, построенными во время его правления, были гробница и мечеть Акхи Сираджуддин, ворота Котвали у южного входа в Лакхнаути, свод в Ганагарампуре, Динаджпур и мечеть в Мулла-Симле, Хугли.
Известный как трезвый и мягкий, Сикандар-шах любил общаться с учеными людьми и уважал духовенство и суфиев. Он продолжал либеральную и терпимую практику своего отца.

## Преемственность
В 1390 году один из восемнадцати сыновей Сикандар-шаха поднял восстание, захватив города Сонаргаон и Сатгаон. Началась война за престолонаследие. В битве при Голпаре, близ столицы Пандуа, Сикандар-шах был разбит и убит воинами своего сына, несмотря на приказ его сына, чтобы его отцу, султану, не было причинено никакого вреда. Этот сын затем вступил на трон Бенгалии как султан Гийас-уд-Дин Азам-шах (1390—1411).